# Accordo dell'Haavara
L'accordo dell'Haavara (in ebraico הֶסְכֵּם הַעֲבָרָה‎?, heskem haavara, "accordo di trasferimento") era un accordo tra Germania nazista ed ebrei tedeschi sionisti firmato il 25 agosto 1933. L'accordo venne finalizzato dopo tre mesi di colloqui dalla Federazione sionista tedesca, dalla Banca anglo-palestinese (sotto la direttiva dell'Agenzia ebraica) e dalle autorità economiche della Germania nazista. Fu un fattore importante nel rendere possibile la migrazione di circa 60.000 ebrei tedeschi in Palestina tra il 1933 ed il 1939.
L'accordo consentì agli ebrei sionisti in fuga dalle persecuzioni sotto il nuovo regime nazista di trasferire parte dei loro beni nel mandato britannico della Palestina. Gli emigranti vendettero i loro beni in Germania per pagare beni essenziali (fabbricati in Germania) da spedire nel mandato della Palestina. L'accordo fu controverso e venne criticato da molti leader ebrei sia all'interno del movimento sionista (come il leader sionista revisionista Ze'ev Žabotinskij) sia al di fuori di esso, nonché da membri sia del NSDAP (Partito nazista) sia dell'opinione pubblica tedesca. Per gli ebrei tedeschi, l'accordo offriva un modo per lasciare un ambiente sempre più ostile in Germania; per l'Yishuv, la comunità ebraica in Palestina, offriva accesso sia al lavoro immigrato sia al sostegno economico; per i tedeschi facilitava l'emigrazione degli ebrei tedeschi mentre spezzava il boicottaggio anti-nazista del 1933, che aveva un sostegno di massa tra ebrei europei ed americani ed era considerato dallo stato tedesco una potenziale minaccia per l'economia tedesca.

## Antefatti
Sebbene il partito nazista ottenne la maggior parte del voto popolare nelle due elezioni generali del Reichstag del 1932, non ebbe la maggioranza, quindi Hitler guidò un governo di coalizione di breve durata formato dal NSDAP e dal Partito Popolare Nazionale Tedesco. Sotto la pressione di politici, industriali ed altri, il 30 gennaio 1933 il presidente Paul von Hindenburg nominò Hitler cancelliere della Germania. Questo evento è noto come Machtergreifung (presa del potere). Nei mesi successivi, il NSDAP ha utilizzato un processo chiamato Gleichschaltung (coordinamento) per consolidare il potere. Nel giugno 1933, praticamente le uniche organizzazioni al di fuori del controllo del NSDAP erano l'esercito e le chiese.
All'interno del movimento nazista, sia prima sia dopo che il NSDAP fu al governo, vennero proposte una varietà di "soluzioni" (sempre più radicali) alla "questione ebraica", inclusa l'espulsione e l'incoraggiamento dell'emigrazione volontaria. La persecuzione civile diffusa degli ebrei tedeschi iniziò non appena il NSDAP fu al potere. Ad esempio, il 1º aprile, il NSDAP organizzò un boicottaggio nazionale delle imprese di proprietà ebraica in Germania; in base alla Legge per il ripristino del servizio civile professionale, attuata il 7 aprile, gli ebrei erano esclusi dal servizio civile; il 25 aprile vennero imposte quote al numero di ebrei nelle scuole e nelle università. Gli ebrei al di fuori della Germania risposero a queste persecuzioni con un boicottaggio delle merci tedesche.
Nel frattempo, nel mandato della Palestina, una crescente popolazione ebraica (174.610 persone nel 1931, che salirono a 384.078 nel 1936) stava acquisendo terre e sviluppando le strutture di un futuro stato ebraico nonostante l'opposizione della popolazione araba.

## La società Hanotea

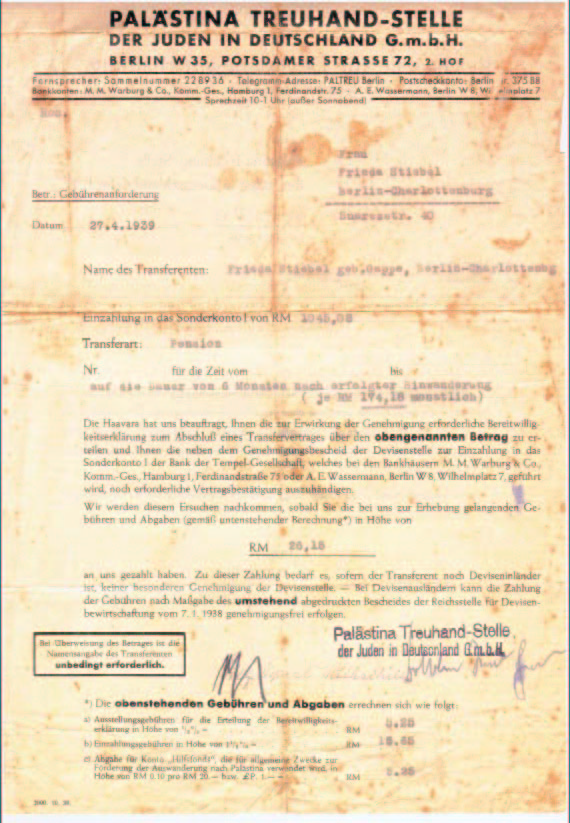
Accordo di trasferimento utilizzato dal Palästina Treuhandstelle (Ufficio fiduciario palestinese), istituito specificamente per aiutare gli ebrei in fuga dal regime nazista a recuperare parte dei beni che erano stati costretti a cedere quando erano fuggiti dalla Germania nazista.

L'Hanotea (in ebraico הַנּוֹטֵעַ‎?, "la Seminatrice") era una società di piantagioni di agrumi con sede a Netanya e fondata nel 1929 da coloni ebrei di lunga data in Palestina coinvolti nel movimento Benei Binyamin. In un accordo elaborato con il Ministero dell'Economia del Reich, i conti bancari tedeschi bloccati di potenziali immigrati sarebbero stati sbloccati e i fondi da essi utilizzati dall'Hanotea per acquistare prodotti agricoli tedeschi; queste merci, insieme agli immigrati, sarebbero poi state spedite in Palestina e agli immigrati sarebbe stata concessa dall'azienda una casa o un agrumeto dello stesso valore. Il direttore dell'Hanotea, Sam Cohen, rappresentò l'azienda nei negoziati diretti con il Ministero dell'Economia del Reich a partire dal marzo 1933. Nel maggio 1933 Hanotea chiese il permesso di trasferire capitali dalla Germania alla Palestina. Questa disposizione pilota sembrò funzionare con successo, e aprì così la strada al successivo accordo dell'Haavara.

## L'accordo di trasferimento
L'Ufficio fiduciario e di trasferimento "Haavara" Ltd. mette a disposizione delle banche in Palestina importi in marchi del Reich che sono stati messi a sua disposizione dagli immigrati ebrei dalla Germania. Le banche si avvalgono di questi importi in Reichmark per effettuare pagamenti per conto di mercanti palestinesi di merci da loro importate dalla Germania. I commercianti pagano il valore della merce alle banche e l'"Haavara" Ltd. paga il controvalore agli immigrati ebrei dalla Germania. Nella stessa misura in cui i commercianti locali si avvarranno di questa disposizione, l'importazione di merci tedesche servirà a ritirare il capitale ebraico dalla Germania.

L'Ufficio fiduciario e di trasferimento,

HAAVARA, LTD.»
(Esempio di certificato rilasciato dall'Haavara agli ebrei emigrati in Palestina)
L'accordo dell'Haavara (trasferimento), negoziato da Eliezer Hoofein, direttore della Banca anglo-palestinese, venne accettato dal Ministero dell'economia del Reich nel 1933 e continuò, con il calo del sostegno del governo tedesco, fino alla sua liquidazione nel 1939. In base all'accordo, gli ebrei emigrati dalla Germania potevano utilizzare i loro beni per acquistare beni di fabbricazione tedesca per l'esportazione, salvando così i loro beni personali durante l'emigrazione. L'accordo fornì un sostanziale mercato di esportazione per le fabbriche tedesche nella Palestina governata dagli inglesi. Tra il novembre 1933 e il 31 dicembre 1937, vennero esportati ad aziende ebraiche in Palestina, nell'ambito del programma, 77.800.000 Reichmark o $ 22.500.000 (valori nella valuta del 1938) di beni. Quando il programma terminò con l'inizio della seconda guerra mondiale, il totale era salito a 105.000.000 di marchi (circa $ 35.000.000, 1939 valori).
Gli emigranti con un capitale di £ 1.000 (circa $ 5.000 nel valore della valuta degli anni '30) avrebbero potuto trasferirsi in Palestina nonostante le severe restrizioni britanniche all'immigrazione ebraica nell'ambito di un programma per investitori immigrati simile all'attuale EB-5 Visa. In base all'accordo di trasferimento, circa il 39% dei fondi di un emigrante venne destinato a progetti di sviluppo economico comunitario ebraico, lasciando agli individui circa il 43% dei fondi.
Alcuni circoli tedeschi pensavano che l'accordo dell'Haavara fosse un possibile modo per risolvere la "questione ebraica". Il capo della divisione mediorientale del ministero degli esteri, il politico anti-NSDAP Werner Otto von Hentig, sostenne la politica d'insediamento degli ebrei in Palestina. Hentig credeva che se la popolazione ebraica fosse stata concentrata in un'unica entità straniera, la politica diplomatica estera e il contenimento degli ebrei sarebbero diventati più facili. Il sostegno di Hitler all'accordo dell'Haavara non era chiaro e variò per tutti gli anni '30. Inizialmente Hitler sembrava indifferente ai dettagli economici del piano, ma lo sostenne nel periodo dal settembre 1937 al 1939.
Dopo l'invasione tedesca della Polonia nel settembre 1939, il programma terminò.

## Reazioni
L'accordo fu controverso sia all'interno dell'NSDAP sia nel movimento sionista. Come ha affermato lo storico Edwin Black, "L'accordo di trasferimento fece a pezzi il mondo ebraico, mettendo leader contro leader, minacciando ribellione e persino assassinio." L'opposizione è venuta in particolare dalla leadership statunitense principale del Congresso mondiale sionista, in particolare da Abba Hillel Silver e dal presidente dell'American Jewish Congress, il rabbino Stephen Wise. Wise ed altri leader del boicottaggio anti-nazista del 1933 si opposero all'accordo, non riuscendo per un pelo a persuadere il diciannovesimo Congresso sionista nell'agosto 1935 a votare contro di esso.
I sionisti revisionisti di destra ed il loro leader Vladimir Žabotinskij erano ancora più espliciti nella loro opposizione. Il quotidiano revisionista in Palestina, Hazit Haam, pubblicò una forte denuncia di coloro che erano coinvolti nell'accordo come "traditori" e poco dopo uno dei negoziatori, Haim Arlosoroff, venne assassinato.